# Microchaetina teleta
Microchaetina teleta är en tvåvingeart som beskrevs av Henry J. Reinhard 1962. Microchaetina teleta ingår i släktet Microchaetina och familjen parasitflugor.
Artens utbredningsområde är Utah. Inga underarter finns listade i Catalogue of Life.